# Qābūs bin Saʿīd Āl Saʿīd
Qābūs bin Saʿīd Āl Saʿīd (in arabo  قابوس بن سعيد آل سعيد‎?; Salalah, 18 novembre 1940 – Seeb, 10 gennaio 2020) è stato sultano di Mascate e Oman dal 1970 al 2020. Ascese al trono dopo aver rovesciato suo padre, Saʿīd bin Taymūr, con un colpo di Stato nel 1970. 14º discendente della dinastia Āl Bū Saʿīdī, al momento della morte era il più longevo dei leader arabi.
Educato in Inghilterra, si adoperò nel processo di modernizzazione del Paese attuando una politica di riforme e di progetti di sviluppo, soprattutto nel settore educativo e in quello sanitario; sul piano internazionale pose fine all'isolamento del Paese attraverso l'adesione alle Nazioni Unite e perseguendo una politica di avvicinamento ai paesi sunniti, sfociata nell'ammissione dell'Oman alla Lega araba (1971).
Qābūs bin Saʿīd apparteneva alla corrente kharigita ibadita, che ha tradizionalmente regnato in Oman. Durante il suo regno gli Ibaditi costituivano il 55% della popolazione, mentre i sunniti si fermavano al 25%, seguiti da piccole minoranze di sciiti, indù e cristiani. Qābūs dimostrò la sua tolleranza religiosa finanziando non solo la costruzione e il mantenimento di molte moschee ibadite ma anche di edifici religiosi relativi ad altri culti.

## Biografia

### Primi anni
Nacque a Ṣalāla, nel Dhofar, il 18 novembre 1940. Unico figlio del sultano Saʿīd bin Taymūr, rappresentava l'ottava generazione della dinastia di Āl Bu Saʿīdī. Ricevette l'istruzione primaria e secondaria nella città di Salala e a Pune (India) e, in seguito, in scuole private del Regno Unito a partire dall'età di 16 anni. A 20 anni entrò nella Reale accademia militare di Sandhurst e ottenuti i gradi fu impiegato in un reggimento di fanteria britannico, il Cameronians, servendo nel 4º Battaglione in Germania per un anno.
Dopo il servizio militare, Qābūs ritornò a Ṣalāla, dove studiò la religione islamica e la storia della sua nazione.

### La presa del potere
Nei sei anni precedenti alla detronizzazione di Saʿīd bin Taymūr l'esperienza di Qābūs fu limitata al palazzo reale di Ṣalāla. Nel luglio 1970, i soldati che sostenevano Qābūs disarmarono con la forza le truppe leali a Saʿīd bin Taymūr, e lo deposero con un colpo di palazzo incruento. Qābūs, appena ventinovenne, salì così sul trono dell'Oman e fu aiutato dal governo britannico a consolidare il proprio potere.
Qābūs inaugurò il suo regno il 23 luglio 1970 a Mascate. Qui dichiarò che il regno non si sarebbe più chiamato Sultanato di Mascate e Oman, ma che avrebbe cambiato il suo nome in "Sultanato dell'Oman", per meglio rifletterne l'unità politica.
Il primo importante problema che egli affrontò in qualità di sultano fu una ribellione di ispirazione comunista fomentata dallo Yemen del Sud: la guerra del Dhofar (1962–1976). Il sultano sconfisse le formazioni ribelli con l'aiuto dell'Iran imperiale, del SAS britannico e della Royal Air Force.

### Il sultanato

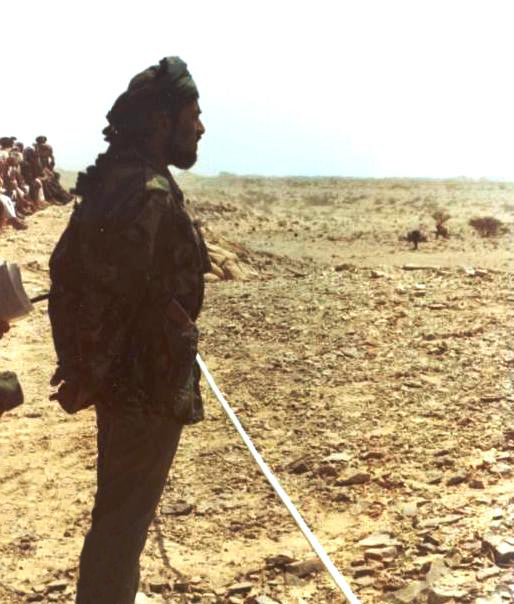
Qābūs nel 1980.

Qābūs governò come monarca assoluto, in una condizione simile a quella dei sovrani dell'Arabia Saudita. Le sue decisioni personali non erano soggette a modifiche da parte degli altri membri della famiglia reale dell'Oman. Le decisioni governative erano invece sottoposte al consenso delle istituzioni federali, provinciali e locali e dei rappresentanti tribali; alcuni critici sostengono che Qābūs esercitasse de facto un controllo su questo processo. Il sultano intraprese regolarmente viaggi attraverso il suo reame, nei quali ogni cittadino con una richiesta o una protesta poteva appellarsi a lui personalmente.
Qābūs permise elezioni parlamentari, nelle quali le donne furono messe in condizione di votare e candidarsi; fu inoltre loro promessa grande apertura e partecipazione al governo. Tuttavia il Parlamento rimase privo di sostanziale potere politico, malgrado il sultano fosse stato costretto a cedere ad esso, lasciandogli una funzione esclusivamente consultiva, il potere legislativo, per frenare il malcontento esploso in alcune manifestazioni di protesta: secondo quanto riportato dall'agenzia ufficiale Ona il sultano conferì "poteri legislativi e di vigilanza" sull'azione di governo al "Consiglio d'Oman".
Fino allo scoppio di proteste popolari contro i regimi arabi nel Maghreb e nel Vicino Oriente arabo, i sostenitori di Qābūs sottolinearono i suoi successi nel governo del paese. Rispetto agli standard del Golfo Persico, l'Oman infatti garantiva un buon ordine pubblico (è ancor oggi un paese estremamente sicuro), una discreta economia (dovuta alla sua produzione di petrolio) e una società relativamente permissiva. Sotto Qabus l'Oman intrecciò relazioni internazionali, liberalizzò i giornali, costruì autostrade, aprì alberghi e inaugurò centri commerciali.
Negli anni ottanta fondò la prima università del suo Paese, la Sultan Qaboos University, così chiamata in suo onore, e nel 2001 inaugurò la colossale Grande Moschea del Sultano Qabus, a tutt'oggi una delle più imponenti del mondo islamico.
Il compleanno del sultano era il 18 novembre, giorno celebrato come festa nazionale.

### Politica estera

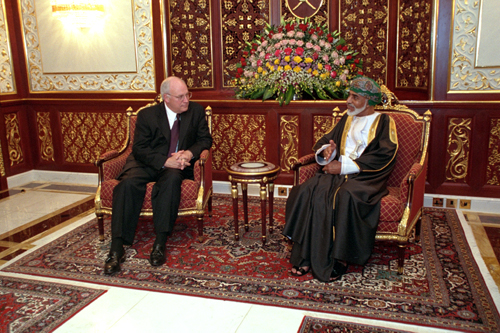
Il Sultano Qābūs a colloquio col vicepresidente degli Stati Uniti Dick Cheney nel 2002.

Qābūs mantenne ufficialmente l'Oman neutrale. Sin dagli anni ottanta – quando mediò il cessate il fuoco nella guerra Iran-Iraq mentre le altre monarchie del Golfo Persico finanziavano l'esercito di Saddam Hussein – Qābūs agì da stabilizzatore regionale, a fare da ponte tra monarchie sunnite ed Iran sciita, paese quest'ultimo con cui stabilì normali relazioni diplomatiche continuando ad essere alleato di Stati occidentali come il Regno Unito e gli Stati Uniti. Nel 1979 l'Oman fu, insieme al Sudan di Ja'far al-Nimeyri, l'unico Stato arabo a riconoscere l'accordo di pace con Israele del presidente egiziano Anwar al-Sādāt.
Rispetto agli altri stati del Golfo Persico, l'Oman adottò una politica estera prudente e pragmatica proclamandosi sempre neutrale e fissando un equilibrio tra esso e gli Stati Uniti. Il sultano spesso fece da intermediario ospitando tra l'altro i colloqui segreti che nel 2015 condussero all'accordo sul programma nucleare iraniano.
Nel 1981 aderì al Consiglio di Cooperazione del Golfo (GCC) ma respinse sempre con forza i reiterati tentativi da parte saudita di un'unione militare tra tutti i Paesi aderenti.
Per quanto riguarda la politica estera, due episodi potrebbero facilmente dimostrare la lungimiranza del sovrano dell'Oman: il suo ruolo nel Joint Comprehensive Plan of Action (JCPOA) nel 2013 e nella crisi del Golfo del 2017. Il primo infatti ha dimostrato le grandi capacità di mediazione di Qaboos: sebbene l’Iran Nuclear Deal sia stato firmato nel 2015, gli sforzi di Qaboos di negoziazione tra le controparti furono notevoli, e uno di questi è sicuramente rappresentato dallo storico incontro tra il ministro degli Esteri iraniano Mohammed Javad Zarif e il Segretario di Stato americano John Kerry, tenutosi nella capitale omanita (Muscat) nel novembre 2014.
Il secondo invece ha rivelato le capacità diplomatiche del sultano: nonostante la tensione nel Golfo fosse davvero alta, soprattutto tra Arabia Saudita e Qatar, l'Oman è stato l'unico paese del Consiglio di cooperazione del Golfo (GCC) che non si è schierato contro il Qatar e ha cercato di “play this role of being in the middle, helping to maintain the status quo. It doesn't welcome any sudden change, because it has hoped to maintain the geopolitics of the region as it is, without any turbulence“, come ha dichiarato Mahjoob Zweiri, professore all'Università del Qatar.

## Vita privata
Nel 1976 Qābūs bin Saʿīd sposò una cugina di primo grado, Kamila, nata nel 1951, figlia di S.A. Sayyid Ṭāriq ibn Taymūr, ma il matrimonio terminò con un divorzio nel 1979, senza che fosse nata prole.
Qābūs bin Saʿīd era un grande appassionato di musica classica. I 120 membri della sua orchestra, costituita interamente da omaniti, erano molto apprezzati in tutto il Vicino Oriente e vennero inizialmente istruiti da professionisti britannici. Suonarono anche all'estero accompagnati talora dal sultano stesso (ma non nella wahhabita Arabia Saudita, essendo l'orchestra composta anche da elementi femminili). Il compositore argentino Lalo Schifrin fu incaricato di realizzare un'opera intitolata Impressioni sinfoniche dell'Oman.

## Morte e successione
La linea di successione non è chiara in Oman, dove vi è una storia contrastata di successioni e colpi di stato; lo stesso sultano Qābūs aveva deposto suo padre, che a sua volta aveva costretto il proprio ad abdicare. Alla morte del sultano, avvenuta nel gennaio del 2020, i parenti più stretti di Qābūs erano le tre sorelle, seguite da alcuni anziani zii paterni e dalle loro famiglie: il successore avrebbe dovuto essere il cugino principe Ṭāriq ibn Taymūr Āl Saʿīd - secondo la linea di primogenitura - ma ciò non vincolava in alcun modo Qabus che non scelse mai pubblicamente il suo erede, distinguendosi in questo dagli altri sovrani dell'area geografica; il potere passò invece al cugino di primo grado Haitham bin Tariq Al Said, ministro del patrimonio e della cultura

## Palazzi

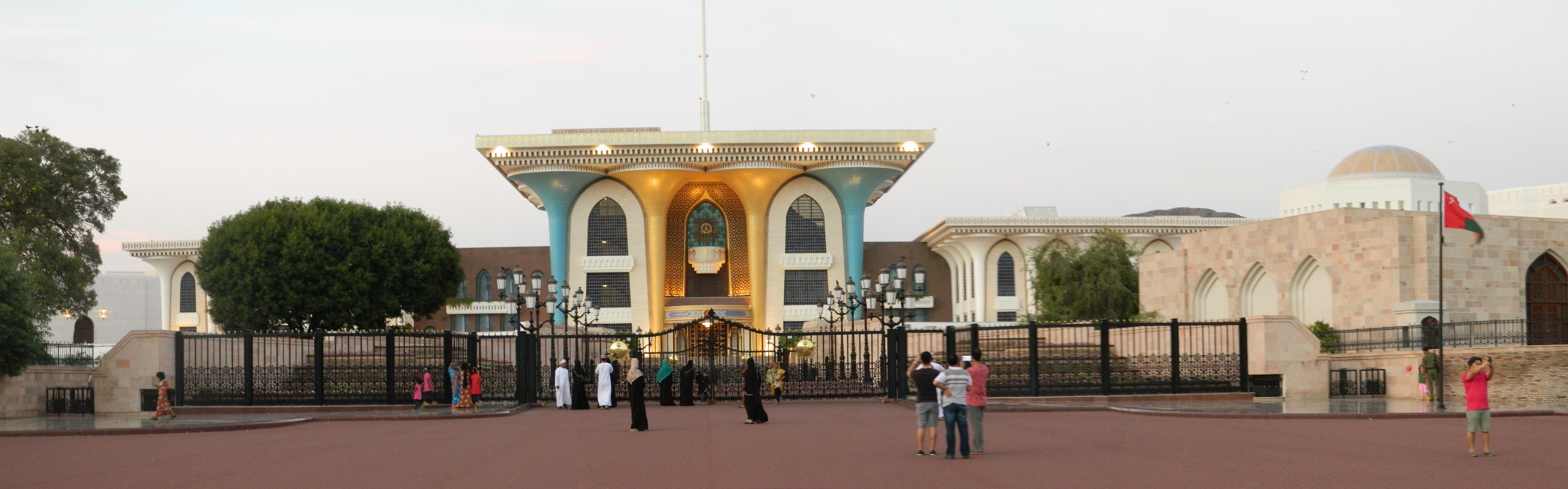
Palazzo di al-Alam, Mascate

Possedeva i seguenti palazzi in Oman:
- Palazzo di al-Alam
- Palazzo di Barka
- Palazzo di Salala
- Palazzo di Sohar

## Albero genealogico
|                                      |                        |                                      | Genitori                                |  |  | Nonni |  |  | Bisnonni                |  |  | Trisnonni              |  |
|                                      |                        |                                      |                                         |  |  |       |  |  | Sayyid Fayṣal bin Turkī |  |  | Sayyid Turkī bin Saʿīd |  |
|                                      |                        |                                      |                                         |  |  |       |  |  | Sayyid Fayṣal bin Turkī |  |  | Sayyid Turkī bin Saʿīd |  |
|                                      |                        | una dama suri                        |                                         |  |  |       |  |  | Sayyid Fayṣal bin Turkī |  |  |                        |  |
| Sayyid Taymūr bin Fayṣal             |                        |                                      |                                         |  |  |       |  |  | Sayyid Fayṣal bin Turkī |  |  |                        |  |
|                                      |                        | Sayyida Aliya bint Thuwaini Al Saʿīd | Sayyid Thuwaini bin Saʿīd               |  |  |       |  |  |                         |  |  |                        |  |
|                                      |                        | Sayyida Aliya bint Thuwaini Al Saʿīd | Sayyid Thuwaini bin Saʿīd               |  |  |       |  |  |                         |  |  |                        |  |
|                                      |                        | Sayyida Aliya bint Thuwaini Al Saʿīd | Sayyida Ghaliya bint Salim Al Busaidi   |  |  |       |  |  |                         |  |  |                        |  |
| Sayyid Saʿīd bin Taymūr              |                        | Sayyida Aliya bint Thuwaini Al Saʿīd |                                         |  |  |       |  |  |                         |  |  |                        |  |
|                                      |                        | Sayyid Ali bin Salim Al Saʿīd        | Sayyid Salim bin Thuwaini Al Saʿīd      |  |  |       |  |  |                         |  |  |                        |  |
|                                      |                        | Sayyid Ali bin Salim Al Saʿīd        | Sayyid Salim bin Thuwaini Al Saʿīd      |  |  |       |  |  |                         |  |  |                        |  |
|                                      |                        | Sayyid Ali bin Salim Al Saʿīd        | una figlia di Qais bin Azzan Al Busaidi |  |  |       |  |  |                         |  |  |                        |  |
| Sayyida Fatima bint Ali Al Saʿīd     |                        | Sayyid Ali bin Salim Al Saʿīd        |                                         |  |  |       |  |  |                         |  |  |                        |  |
|                                      |                        | Sayyida Aliya bint Barghash Al Saʿīd | Sayyid Barghash bin Saʿīd               |  |  |       |  |  |                         |  |  |                        |  |
|                                      |                        | Sayyida Aliya bint Barghash Al Saʿīd | Sayyid Barghash bin Saʿīd               |  |  |       |  |  |                         |  |  |                        |  |
|                                      |                        | Sayyida Aliya bint Barghash Al Saʿīd | Sayyida Moza bint Hamad Al Saʿīd        |  |  |       |  |  |                         |  |  |                        |  |
| Qābūs bin Saʿīd                      |                        | Sayyida Aliya bint Barghash Al Saʿīd |                                         |  |  |       |  |  |                         |  |  |                        |  |
|                                      | Sceicco Ali Al Mashani | Sceicco N. Al Mashani                |                                         |  |  |       |  |  |                         |  |  |                        |  |
|                                      | Sceicco Ali Al Mashani | Sceicco N. Al Mashani                |                                         |  |  |       |  |  |                         |  |  |                        |  |
|                                      | Sceicco Ali Al Mashani | …                                    |                                         |  |  |       |  |  |                         |  |  |                        |  |
| Sceicco Ahmad bin Ali Al Mashani     | Sceicco Ali Al Mashani |                                      |                                         |  |  |       |  |  |                         |  |  |                        |  |
|                                      |                        | …                                    | …                                       |  |  |       |  |  |                         |  |  |                        |  |
|                                      |                        | …                                    | …                                       |  |  |       |  |  |                         |  |  |                        |  |
|                                      |                        | …                                    | …                                       |  |  |       |  |  |                         |  |  |                        |  |
| Sceicca Mazoon bint Ahmad Al Mashani |                        | …                                    |                                         |  |  |       |  |  |                         |  |  |                        |  |
|                                      |                        | …                                    | …                                       |  |  |       |  |  |                         |  |  |                        |  |
|                                      |                        | …                                    | …                                       |  |  |       |  |  |                         |  |  |                        |  |
|                                      |                        | …                                    | …                                       |  |  |       |  |  |                         |  |  |                        |  |
| …                                    |                        | …                                    |                                         |  |  |       |  |  |                         |  |  |                        |  |
|                                      |                        | …                                    | …                                       |  |  |       |  |  |                         |  |  |                        |  |
|                                      |                        | …                                    | …                                       |  |  |       |  |  |                         |  |  |                        |  |
|                                      |                        | …                                    | …                                       |  |  |       |  |  |                         |  |  |                        |  |
|                                      |                        | …                                    |                                         |  |  |       |  |  |                         |  |  |                        |  |